# Karlivka
Pour l’article homonyme, voir Karlivka (oblast de Donetsk).
Karlivka (en ukrainien : Карлівка) ou Karlovka (en russe : Карловка) est une ville de l'oblast de Poltava, en Ukraine. Sa population s'élevait à 15 525 habitants en 2025.

## Géographie
Karlivka est située au bord de la rivière Ortchik, à 44 km à l'ouest-nord-ouest de Poltava et à 348 km à l'est-sud-est de Kiev.

## Histoire
Karlivka est fondée à la fin du XVIIe siècle ou au début du XVIIIe siècle. La localité ne connaît qu'un faible développement jusqu'à la fin du XIXe siècle. À l'époque soviétique, Karlivka s'industrialise et se développe rapidement. Son essor se poursuit après la Seconde Guerre mondiale et Karlivka reçoit le statut de ville en 1957. Après la dislocation de l'Union soviétique et la crise économique qui s'ensuit, la population diminue sensiblement.

## Population
Recensements (*) ou estimations de la population :
| 1939   | 1959*  | 1970*  | 1979*  | 1989*  | 2001*  |
| ------ | ------ | ------ | ------ | ------ | ------ |
| 10 300 | 14 488 | 16 919 | 19 294 | 20 059 | 17 995 |

| 2011   | 2012   | 2013   | 2014   | 2015   | 2016   |
| ------ | ------ | ------ | ------ | ------ | ------ |
| 15 863 | 15 501 | 15 202 | 15 071 | 15 001 | 15 011 |

## Personnalités
Sont nés à Karlivka :
- Trofim Lyssenko (1898-1976), généticien soviétique, promoteur d'une théorie génétique pseudo-scientifique de lyssenkisme.
- Nikolaï Podgorny (1903-1983), homme politique soviétique, chef de l'État de l'URSS (1965-1977).
- Semion Ignatiev (1904-1983), homme politique soviétique, ministre de l'Intérieur de Staline (1951-1953).
- Anatoliy Petrenko, né en 1969, général ukrainien.

## Économie
La principale entreprise de Karlivka est la société KMZ, acronyme de Karlovski machinostroïtelni zavod (en russe : Карловский машиностроительный завод), qui fabrique des équipements pour le traitement et le stockage des céréales. L'origine de cette entreprise remonte à 1860. Elle emploie 660 salariés en 2007

## Transports
Karlivka se trouve à 47 km de Poltava par le chemin de fer et à 55 km par la route.